# 二氯化双氮五氨合钌(II)
二氯化双氮五氨合钌(II)是一种无机化合物，化学式为[Ru(NH3)5(N2)]Cl2。它是近似无色的固体，但形成的溶液为黄色。它作为第一个N2键接在金属中心的配合物而受到很大关注。[Ru(NH3)5(N2)]2+采取具有C4v对称性的八面体结构。

## 制备
二氯化双氮五氨合钌(II)可由二氯化一氯五氨合钌(III)、叠氮化钠与甲磺酸反应得到：
[Ru(NH3)5Cl]Cl2 + NaN3 → [Ru(NH3)5N2]Cl2 + ...
三氯化钌和水合肼可以通过更方便的原位反应得到：
RuCl3 + 4 N2H4 → [Ru(NH3)5N2]2+ + ...